# Łąck (village)
Pour les articles homonymes, voir Lac.
Łąck (prononciation : [wɔnt͡sk]) est un village polonais de la gmina de Łąck dans le powiat de Płock de la voïvodie de Mazovie dans le centre-est de la Pologne.
Le village est le siège administratif (chef-lieu) de la gmina appelée gmina de Łąck.
Il se situe à environ 11 km au sud-ouest de Płock (siège du powiat) et à 99 km à l'ouest de Varsovie (capitale de la Pologne).
Le village compte approximativement une population de 1 887 habitants en 2013.

## Histoire
De 1975 à 1998, le village appartenait administrativement à la voïvodie de Płock.